# Subteniente Perín
Subteniente Perín é um município da Argentina, localizada na província de Formosa.